# Ернст Вилимовски
Ернест Отон Вилимовски (рођен као Ернст Ото Прандела ; 23. јун 1916. – 30. август 1997), надимком „Ези“, био је фудбалер који је играо на позицији нападача. Он је међу најбољим стрелцима у историји пољске репрезентације и пољског клупског фудбала. Након што је поново добио немачко држављанство након инвазије на Пољску, играо је и за немачку репрезентацију.
Вилимовски је био први играч који је постигао четири гола на једној утакмици на Светском првенству у фудбалу. Према RSSSF-у, Вилимовски је постигао преко 1077 голова у најмање 688 утакмица, што га чини 14. највећим стрелцем свих времена. Он је најпродуктивнији стрелац у званичним утакмицама у једној сезони у забележеној историји према RSSSF-у, са 107 постигнутих голова у 45 утакмица.
Вилимовски је такође повремено играо хокеј на леду за тим Погоњ Катовице.